# Rymosia meniscoidea
Rymosia meniscoidea är en tvåvingeart som beskrevs av Ostroverkhova 1974. Rymosia meniscoidea ingår i släktet Rymosia och familjen svampmyggor. Inga underarter finns listade i Catalogue of Life.